# Eonyang-eup
Eonyang-eup (koreanska: 언양읍, 彦陽邑) är en köping i landskommunen Ulju-gun som i sin tur är en del av stadskommunen Ulsan i den sydöstra delen av Sydkorea, 290 km sydost om huvudstaden Seoul. Eonyang-eup ligger cirka 20 kilometer väster om Ulsans centrum.